# تشارلز ألين (منافس ألعاب قوى)
تشارلز ألين هو منافس ألعاب قوى كندي، ولد في 3 مارس 1977 في جورج تاون في غيانا.

## وصلات خارجية
- تشارلز ألين على موقع الاتحاد الدولي لألعاب القوى (الإنجليزية)
- تشارلز ألين على موقع الاتحاد الكندي لألعاب القوى (الإنجليزية)
- تشارلز ألين على موقع اللجنة الأولمبية الدولية (الإنجليزية)
- تشارلز ألين على موقع أوليمبيديا (الإنجليزية)
- تشارلز ألين على موقع اللجنة الأولمبية الكندية (الإنجليزية)